# Spatuloricaria lagoichthys
Spatuloricaria lagoichthys är en fiskart som först beskrevs av Schultz, 1944.  Spatuloricaria lagoichthys ingår i släktet Spatuloricaria och familjen Loricariidae. Inga underarter finns listade i Catalogue of Life.